# Frank Dillane
Frank Stephenson Dillane (Londra, 21 aprile 1991) è un attore e musicista britannico.

## Biografia
Figlio degli attori Stephen Dillane e Naomi Wirthner. Ha una piccola parte nel film Benvenuti a Sarajevo del 1997, ma diventa noto al grande pubblico nel 2009 per l'interpretazione del sedicenne Tom Riddle nel film Harry Potter e il principe mezzosangue.
Nel 2015 diventa uno dei protagonisti della serie televisiva Fear the Walking Dead, spin-off e prequel della famosa e acclamata serie televisiva The Walking Dead, nel ruolo di Nicholas "Nick" Clark; sempre nello stesso anno entra nel cast del film di Ron Howard, Heart of the Sea - Le origini di Moby Dick, interpretando Henry Coffin. Canta e suona in un gruppo musicale chiamato Tinker Wright.

## Filmografia

### Cinema
- Benvenuti a Sarajevo (Welcome To Sarajevo), regia di Michael Winterbottom (1997)
- Harry Potter e il principe mezzosangue (Harry Potter and the Half-Blood Prince), regia di David Yates (2009)
- Papadopoulos & Sons, regia di Marcus Markou (2012)
- Heart of the Sea - Le origini di Moby Dick (In the Heart of the Sea), regia di Ron Howard (2015)
- Viena and the Fantomes, regia di Gerardo Naranjo (2017)
- Astral, regia di Chris Mul (2018)
- La leggendaria Dolly Wilde (How to Build a Girl), regia di Coky Giedroyc (2019)
- Harvest, regia di Athīna Rachīl Tsaggarī (2024)

### Televisione
- Sense8 – serie TV, episodi 1x03-1x04-1x05 (2015)
- Fear the Walking Dead – serie TV, 41 episodi (2015-2018)
- Fear the Walking Dead: Flight 462 – serie web, episodio 1x16 (2016)
- The Girlfriend Experience  – serie TV, 6 episodi (2019)
- Il serpente dell'Essex (The Essex Serpent) – miniserie TV, 6 puntate (2022)
- Nell - Rinnegata (Renegade Nell) – miniserie TV, 8 puntate (2024)

## Doppiatori italiani
Nelle versioni in italiano delle opere in cui ha recitato, Frank Dillane è stato doppiato da:
- Davide Perino in Heart of the Sea - Le origini di Moby Dick, The Girlfriend Experience, Nell - Rinnegata
- Flavio Aquilone in Fear the Walking Dead, Il serpente dell'Essex
- Dario De Rosa in Harry Potter e il principe mezzosangue